# Stinson L-5 Sentinel

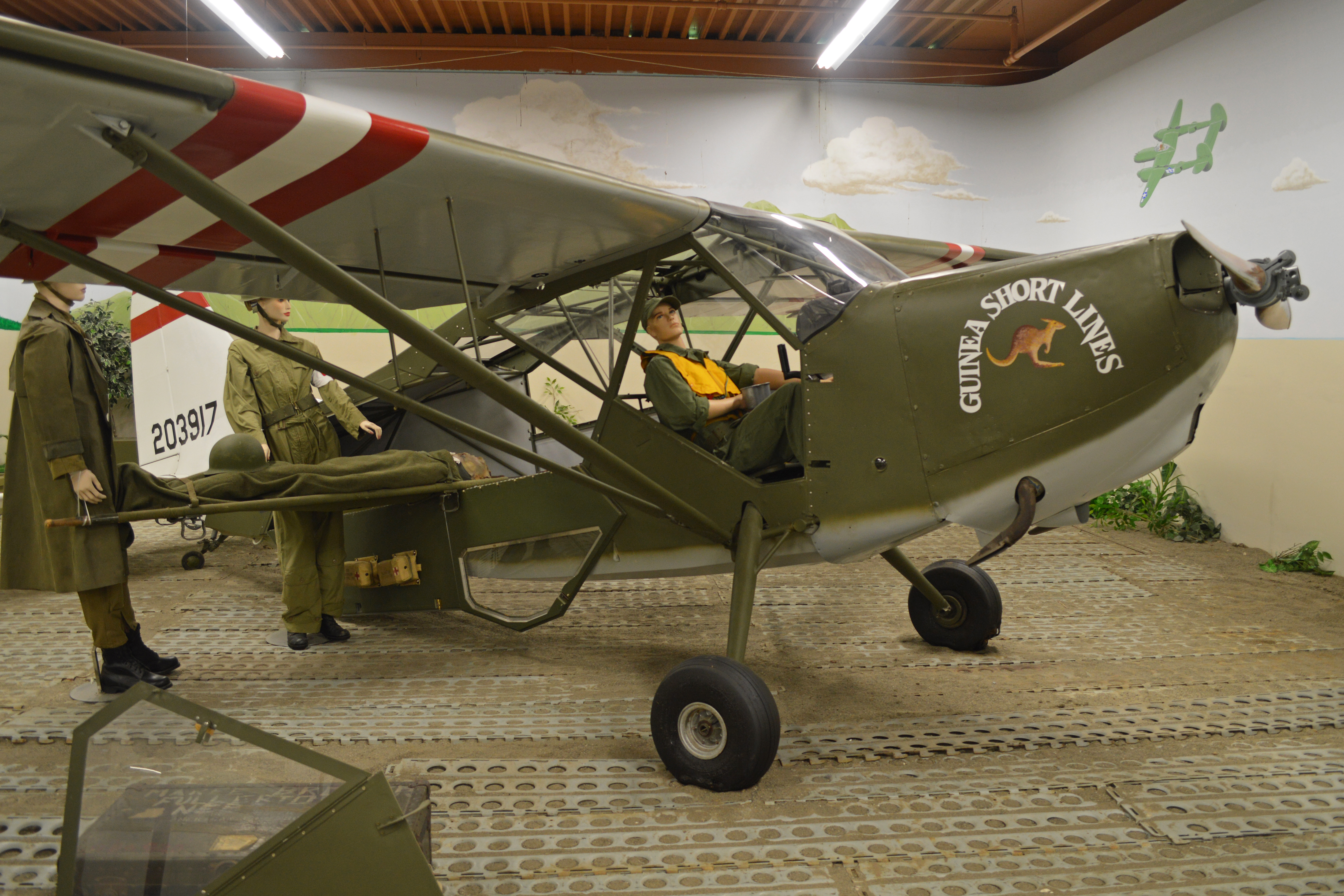
Stinson L-5B Sentinel

De Stinson L-5 Sentinel was een Amerikaans eenmotorig hoogdekker verkenningsvliegtuig met twee zitplaatsen in tandem (achter elkaar), ontwikkeld en gebouwd door Stinson Aircraft Company en voortgedreven door een zescilinder boxermotor. De vleugels waren met vleugelstijlen aan de romp bevestigd. Het toestel maakte zijn eerste vlucht in 1941. Er zijn in totaal 3590 stuks gebouwd. De Stinson L-5 is in de Tweede Wereldoorlog speciaal gebouwd als licht militair verkenningsvliegtuig.

## Ontwerp en historie
De voorganger van de Stinson L-5 was de civiele HW-75. De L-5 werd in WOII onder meer gebruikt voor verbindingstaken, verkenningswerk, luchtambulance en licht transport. Het toestel heeft een conventioneel (twee hoofdwielen met een staartwiel) vast landingsgestel. De romp is geconstrueerd van metalen buizen met een doekbespanning. De vleugels zijn van hout met eveneens een doekbespanning. Een aantal kleinere onderdelen zoals stuurvlakken, motorkap en staartkegel zijn gemaakt van aluminium, een schaars metaal tijdens WOII.
Na de Tweede Wereldoorlog hebben overtollige L-5 toestellen hun weg gevonden naar vele landen voor diverse militaire en civiele toepassingen.
De Dutch Dakota Association heeft een luchtwaardige L-5 Sentinel in bezit met registratie PH-PBB, welke tussen 1944 en 1966 eigendom is geweest van Prins Bernhard.

## Varianten
L-5 (B-G)Productieserie uitgerust met Lycoming 185 pk zescilinder boxermotoren, met uitzondering van type L-5G welke was uitgerust met Lycoming motoren van 190 pk.
XL-5FSpeciaal omgebouwde L-5 voor de ontwikkeling van een 24 volt elektrisch boordsysteem. Uitgerust met een speciale vijfbladige NASA propeller, een Lycoming motor met tandwielkast en een zeer uitgebreid uitlaatsysteem. Gebruikt voor 'stealth' geluidsreductietests.
U-19AIn 1962 hernoemde L-5.
U-19BTot sleepvliegtuig omgebouwde L-5 voor het optrekken van zweefvliegtuigen van de United States Air Force Academy.
OY-1 en OY-258 exemplaren van de L-5 geleverd aan de Amerikaanse Marine.
Sentinel Mk I en Mk II100 L-5 toestellen geleverd aan de Britse RAF.
L-5/235In Italië ontwikkeld civiel sleeptoestel voor zweefvliegtuigen. Uitgerust met een 235 pk Lycoming O-540-B motor.
Clevenger20 L-5 toestellen welke zijn omgebouwd tot agrarische sproeivliegtuigen.

## Vergelijkbare vliegtuigen
- Piper Cub
- Cessna O-1 Bird Dog